# 元山機場
元山機場，又称元山葛麻機場（朝鲜语：／ Wŏnsan Kalma Konghang */?）位於朝鲜元山市，為朝鮮人民軍空軍所使用，2014年在金正恩的指示下开通了民航业务，并建了新的旅客航站楼，扩建为朝鲜第二个国际机场，2016年曾舉辦該國至今為止唯一一次的國際航空展。

## 基础设施
元山机场有两条跑道。一条新跑道与现有主跑道平行修建，比现有主跑道长375米。现有跑道被改建成滑行道。2015年，机场启用了一座新航站楼，用于商业客运航班。新航站楼设有两座登机桥和一个全新设计的停机坪，可同时容纳12架商用飞机。

## 航点
| 航空公司 | 目的地 |
| -------- | ------ |
| 高麗航空 | 平壤   |